# 拓跋素延
拓跋素延（4世紀—409年），追尊魏桓帝拓跋猗㐌的后裔，北魏宗室、官员。

## 生平
拓跋素延以小统的身份隨魏道武帝拓跋珪征討各部落，平定并州，任并州刺史。柏肆之戰時，有北魏的士兵从柏肆逃回去，声言大军失败溃散，不知道魏道武帝的去向，这些人经过晋阳，晋阳守將封竇真因此起兵进攻并州刺史拓跋素延，拓跋素延攻击封窦真，將他斩首。當時魏道武帝想要抚慰新归附的民众，後悔參合陂之戰诛杀过多，而拓跋素延此时杀戮过多，被定罪免官。中山平定後，拓跋素延任幽州刺史，因为因奢侈放縱，降為上谷郡太守。之后拓跋素延被封為曲陽侯。當時魏道武帝專心於黃老之術，意欲以純風化俗，雖然是其乘輿及服御，皆去彫飾，崇尚節儉，而拓跋素延奢侈過度，道武帝深深怨恨他。累積他的過失，在天赐六年三月（409年）将拓跋素延征召后赐令自杀。

## 延伸阅读
[在维基数据编辑]
 《魏書·卷14》，出自魏收《魏书》